# دانیل دیاز
دانیل دیاز (انگلیسی: Daniel Díaz؛ زادهٔ ۱۳ ژوئیهٔ ۱۹۷۹) یک بازیکن فوتبال اهل آرژانتین است.
از باشگاه‌هایی که در آن بازی کرده‌است می‌توان به ختافه، روساریو سنترال، اتلتیکو مادرید و بوکا جونیورز اشاره کرد.
وی همچنین در تیم ملی فوتبال آرژانتین بازی کرده است.